# Гонднан ле Мулен
Гонднан ле Мулен (фр. Gondenans-les-Moulins) насеље је и општина у источној Француској у региону Франш-Конте, у департману Ду која припада префектури Безансон.
По подацима из 2011. године у општини је живело 74 становника, а густина насељености је износила 18,83 становника/km². Општина се простире на површини од 3,93 km². Налази се на средњој надморској висини од 298 метара (максималној 438 m, а минималној 259 m).

## Демографија
| 1962. | 1968. | 1975. | 1982. | 1990. | 1999. | 2011. |
| ----- | ----- | ----- | ----- | ----- | ----- | ----- |
| 55    | 58    | 50    | 60    | 54    | 59    | 74    |

График промене броја становника у току последњих година